# Horch 10–12 PS

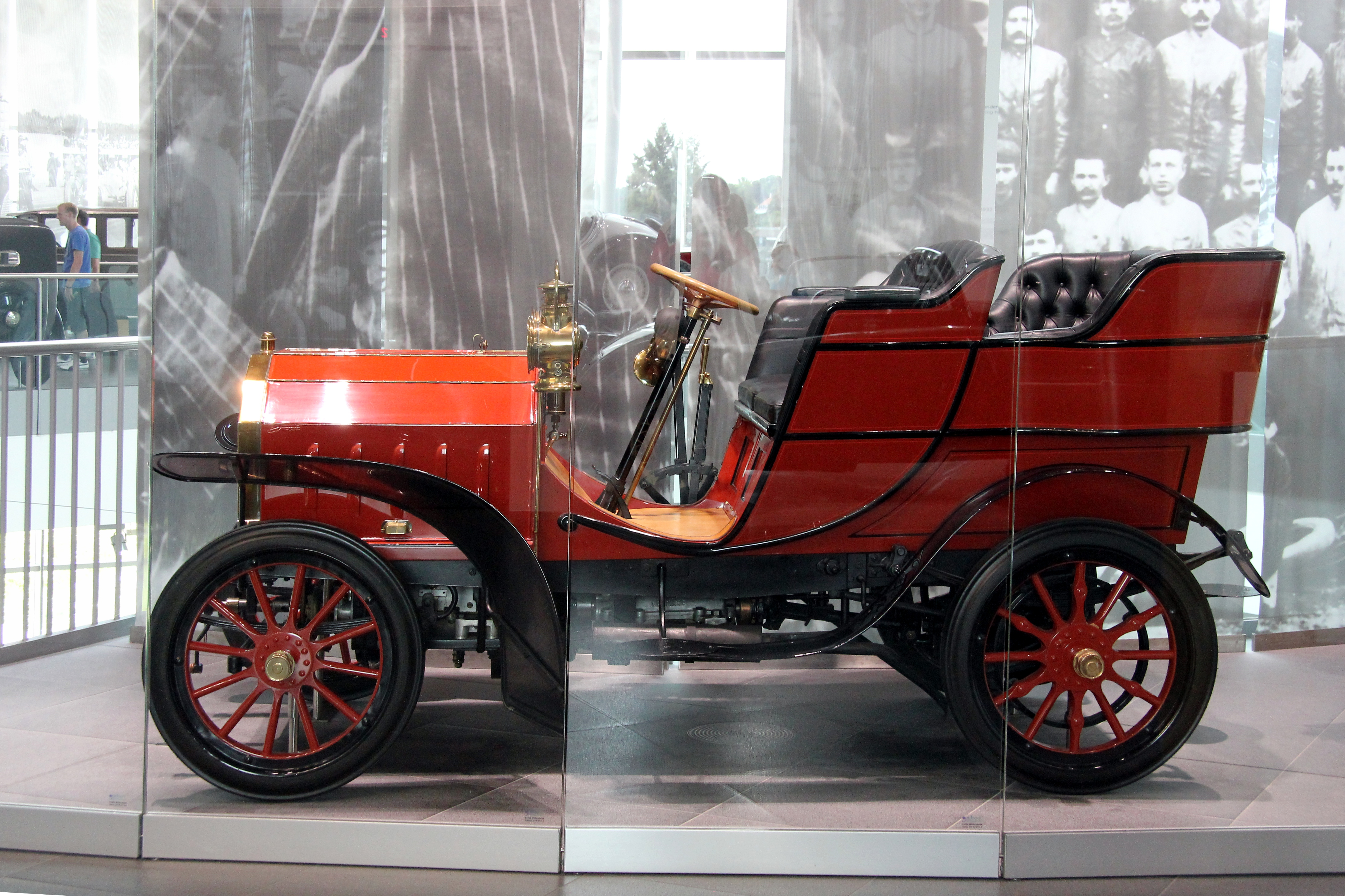
Horch 10/12 PS Tonneau im Audi museum mobile

Der Horch 10/12 PS war ein 1902 vorgestelltes Automobil mit Zweizylinder-Ottomotor von A. Horch & Cie.

## Geschichte
Der Horch 10/12 PS war die zweite Konstruktion von August Horch nach dem noch in Köln-Ehrenfeld gebauten Horch 4/5 PS. Bis 1904 verließen 18 Horch 10/12 PS seine in Reichenbach im Vogtland ansässige neue Fabrik. Der Fahrzeugbauer Ludwig Kathe & Sohn aus Halle (Saale) baute fünf verschiedene Karosserieausführungen.
Der vermutlich letzte erhaltene Wagen, ein Tonneau, gehört dem Deutschen Museum und ist im Audi museum mobile in Ingolstadt ausgestellt.

## Technische Daten
| 10–12 PS              | 10–12 PS                                        |
| --------------------- | ----------------------------------------------- |
| Motor                 | Zweizylinder-Viertakt-Ottomotor, vorn eingebaut |
| Antriebsart           | Hinterradantrieb                                |
| Hubraum               | 2500 cm³                                        |
| max. Leistung         | 12 PS (8,8 kW)                                  |
| Höchstgeschwindigkeit | 50 km/h                                         |